# Uşak (tỉnh)
38°31′26″B 29°20′31″Đ / 38,52389°B 29,34194°Đ
Uşak là một tỉnh ơt phía tây Thổ Nhĩ Kỳ. Các tỉnh giáp ranh là: Manisa về phía tây, Denizli về phía nam, Afyon về phía đông, and Kütahya về phía bắc. Tỉnh lỵ là Uşak. Tỉnh này có mã giao thông là 64. Tỉnh Usak này có diện tích diện tích 5.341 km² và dân số là 334.115 (ước năm 2007). Dân số là năm 2000 là 322.313 người.

## Các quận, huyện
Uşak được chia thành 6 đơn vị cấp huyện (tỉnh lỵ được bôi đậm):
- Banaz
- Eşme
- Karahallı
- Sivaslı
- Ulubey
- Uşak